# Breno Correia
Breno Martins Correia (Salvador, 19 febbraio 1999) è un nuotatore brasiliano, specializzato nello stile libero.

## Biografia
Ai mondiali in vasca corta di Hangzhou 2018 ha vinto la medaglia d'oro nella 4x200 metri stile libero e il bronzo nella 4x100 metri stile libero.
Ha rappresentato la Brasile ai Giochi olimpici estivi di Tokyo 2020, classificandosi ottavo nelle staffette 4x100 e 4x200 metri stile libero.
È stato vincitore della medaglia di bronzo ai mondiali in vasca corta di Abu Dhabi 2021 nella 4x200 metri stile libero.

## Palmarès
- Mondiali in vasca corta

Hangzhou 2018: oro nella 4x200m sl e bronzo nella 4x100m sl.
Abu Dhabi 2021: bronzo nella 4x200m sl.
- Giochi panamericani

Lima 2019: oro nella 4x100m sl e nella 4x200m sl, argento nei 200m sl, nella 4x100 m misti e nella 4x100m sl mista.
Santiago del Cile 2023: oro nella 4x100m sl e nella 4x200m sl.
- Giochi sudamericani

Cochabamba 2018: oro nei 100m sl e nella 4x200m sl, argento nella 4x100m sl.
Asuncion 2022: oro nella 4x200m sl e bronzo nei 200m sl.
- Universiadi

Chengdu 2023: argento nella 4x100m sl, bronzo nella 4x200m sl.
- Campionati sudamericani

Trujillo 2018: oro nei 100m sl, nei 200m sl, nella 4x100m sl, nella 4x200m sl, nella 4x100m misti e nella 4x100m misti mista.